# 大円

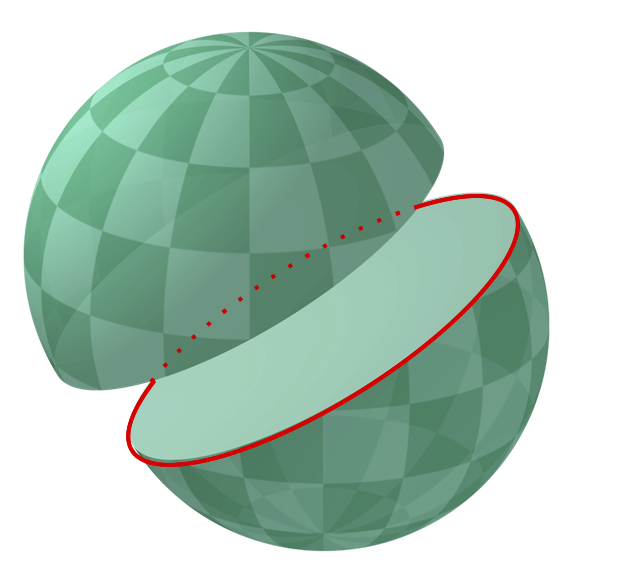
大円は球を二つの等しい半球に分ける

初等幾何学または球面幾何学における球の大円（だいえん、英: great circle, orthodrome）は、球面と球の中心を通る平面との交線を言う。大円は、与えられた球面上に描くことのできるもっとも大きな円である。任意の大円の任意の直径はもとの球の直径に一致し、したがって任意の大円は互いに同じ中心と周長を持つ。大円は球面上の円の特別の場合で、球面と中心を通らない平面との交線である「小円」と対照するものである。三次元ユークリッド空間内の任意の円は、ただ一つの球の大円となる。
極（および赤道）を導入し、大円上で最も極に近づく点を頂点、赤道と交わる点を交点と呼ぶ。
球面上の点からなるほとんどの対はその二点を通る大円が一意に決まる。例外は対蹠点の対の場合で、対蹠点を通る大円は無限個存在する。二点を結ぶ大円の劣弧は、球面上でそれらを結ぶ最短経路となる。その意味で、この劣弧はユークリッド幾何学における直線の類似対応物である。リーマン幾何学において、大円の劣弧の長さを球面上の二点間の「距離」とするとき、それらを込めた意味での大円はリーマン円と呼ばれる。これら大円は球面の測地線である。
より高次元の場合にも、ユークリッド空間 Rn+1 の原点を中心とするn-次元球面上の大円は、n-次元球面と原点を通る二次元平面との交叉として定義される。

## 最短経路の導出
大円の劣弧長が球面上の二点間を結び最短経路であることを示すために、変分法を適用することができる。
点 p から別の点 q への正則経路全体の成すクラスを考える。球面座標系を入れて、p を北極に一致させる。端点以外ではどちらの極も通らない球面上の任意の曲線は {\displaystyle \theta :=\theta (t),\quad \phi :=\phi (t),\quad (a\leq t\leq b)} と媒介表示できる。φ は任意の実数値をとれるものと仮定する。この座標系における無限小弧長（線素）は {\displaystyle ds=r{\sqrt {\theta '^{2}+\phi '^{2}\sin ^{2}\theta }}\,dt} で与えられるから、p から q へ向かう曲線 γ の弧長は、曲線を変数とする汎函数として {\displaystyle S[\gamma ]:=r\int _{a}^{b}{\sqrt {\theta '^{2}+\phi '^{2}\sin ^{2}\theta }}\,dt} で与えられる。オイラー–ラグランジュ方程式に従って、S[γ] が最小化される必要十分条件が {\displaystyle {\frac {\sin ^{2}\theta \phi '}{\sqrt {\theta '^{2}+\phi '^{2}\sin ^{2}\theta }}}=C}（C は t に無関係な定数）および {\displaystyle {\frac {\sin \theta \cos \theta \phi '^{2}}{\sqrt {\theta '^{2}+\phi '^{2}\sin ^{2}\theta }}}={\frac {d}{dt}}{\frac {\theta '}{\sqrt {\theta '^{2}+\phi '^{2}\sin ^{2}\theta }}}} となることであるとわかる。前二つの式から、{\displaystyle \phi '={\frac {C\theta '}{\sin \theta {\sqrt {\sin ^{2}\theta -C^{2}}}}}} を得る。両辺積分して境界条件を考慮すれば、C の実解は 0 で、φ′ = 0 となり、θ は 0 から θ0 の間の任意の値となれるから、これは曲線が球面の経線上に載っていることを示唆している。直交座標系では {\displaystyle x\sin \phi _{0}-y\cos \phi _{0}=0} が球面の中心である原点を通る平面を表す。

## 応用
天球上の大円のいくつかの例として、天の地平線・天の赤道・黄道などが挙げられる。（地球を含めた天体は回転楕円体であって完全な球ではないけれども）地表などの楕円体上の測地線の高精度近似としても大円は用いられ、空路や海路の大圏コースが設定される。
理想化された地球の赤道も一つの大円であって、任意の経線はその反対側の経線とつなげば大円となる。大地と水の半球を分けるのも大円である。地球は大円によってふたつの半球に分割する。ある点を大円が通るならばその点の対蹠点もその大円は必ず通過しなければならない。
ファンク変換は函数を球面上の大円上で積分する。